# Acronicta sancta
Acronicta sancta là một loài bướm đêm trong họ Noctuidae.